# Courlon-sur-Yonne
Courlon-sur-Yonne je francouzská obec v departementu Yonne v regionu Burgundsko-Franche-Comté. V roce 2012 zde žilo 1 168 obyvatel.

## Poloha obce
Obec leží u hranic departementu Yonne s departementem Seine-et-Marne, tedy i u hranic regionu Burgundsko-Franche-Comté s regionem Île-de-France. Sousední obce jsou: Bazoches-lès-Bray (Seine-et-Marne), Champigny, Serbonnes, Sergines, Villemanoche a Vinneuf.

## Vývoj počtu obyvatel
Počet obyvatel